# Естейт ТВ
Estate TV, изписвана и като Естейт ТВ, е бивш български телевизионен канал.
Стартира на 1 септември 2005 г. и е замислен като канал, в който могат да се представят имоти и туристически услуги. Директор на телевизията е Румен Ковачев. В канала услугите си могат да представят и съвсем дребни търговци, дори частни лица, които купуват или продават имоти. Медията излъчва и кратки филмчета, посветени на красиви места от България, които не са част от платените съобщения. Телевизията има и специални рубрики със съвети към евентуалните купувачи на имоти или жилища, както и за инвеститори в строителството. В развитието на канала е включено и създаването на колцентър, който да свързва потенциални купувачи на имоти с фирмите, които рекламират в медията. Целта на канала е да се осъществява контакт между купувача и продавача, но без да изпълнява брокерска дейност. Телевизията има и сайт за обратна връзка със зрителите.
Каналът е закрит през 2008 г. По-късно на негово място стартира ТВ1.